# Big X
Big X (яп. ビッグX, Biggu Ekkusu) — науково-фантастична серія манґи та аніме-серіал авторства Осаму Тедзуки. Це історія про німецьких нацистів, які намагаються створити секретну зброю наприкінці Другої світової війни. Аніме, яке було першою роботою студії Tokyo Movie, вважається втраченим. Відомо, що збереглися лише епізоди 1, 11-12, 14 та 40-59.

## Сюжет
Запрошений до нацистської Німеччини під час Другої світової війни, доктор Асагумо отримує від Гітлера пропозицію співпрацювати у дослідженні нової зброї «Big Х». Стурбований можливими наслідками цієї зброї, доктор Асагумо навмисно затримує хід досліджень, вступаючи у змову зі своїм співдослідником, підступним доктором Енгелем. Безпосередньо перед тим, як Німеччина зазнає поразки від союзників, доктора Асагумо розстрілює німецька армія, але він встигає імплантувати своєму синові Шіґеру картку з таємницею Big X. З'являється організація, що заявляє про союз із нацистами, викрадає картку у Шіґеру, який тепер живе в Токіо, і завершує проект Big X, який виявляється препаратом, здатним безмежно розширювати людське тіло. Онук доктора Енгеля приєднався до нацистського альянсу. Відвоювавши у ворога Big X, син Шіґеру, Акіра, безстрашно кидає виклик нацистському альянсу та Гансу Енгелю, які планують завоювати світ.

## Інші появи
- Big X з’являється як камео в грі Astro Boy: Omega Factor для Nintendo Game Boy Advance, випущеній у 2004 році, разом із багатьма іншими персонажами, також створеними Осаму Тедзукою.
- В манзі Oh My Goddess! Урд дивиться тонко завуальовану пародію на шоу.
- У фільмі Dragon Ball Super: Super Hero персонажі Гамма 1 і Гамма 2 носять костюм, схожий на Big X.

## Сприйняття
Манґака Кацухіро Отомо назвав Big X однією з своїх улюблених манг Тедзуки.